# Alcée Froin
Pour les articles homonymes, voir Froin.
Alcée Froin est un homme politique français né le 16 juin 1823 à Saint-Ciers-la-Lande (Gironde) et décédé le 6 septembre 1894 à Saint-Ciers-la-Lande.
Médecin, maire de Saint-Ciers-la-Lande en 1851, conseiller général, il est député de la Gironde de 1889 à 1893, siégeant à droite, comme bonapartiste.

### Sources
- « Alcée Froin », dans le Dictionnaire des parlementaires français (1889-1940), sous la direction de Jean Jolly, PUF, 1960 [détail de l’édition]